# Castello di Leifling
Il castello di Leifling (in tedesco Schloss Leifling), che è anche noto come castel Eberwein,  si trova a Leifling, località del comune austriaco di Neuhaus nel Distretto di Völkermarkt, Land della Carinzia. È stato costruito come residenza fortificata attorno al XV secolo.

## Storia

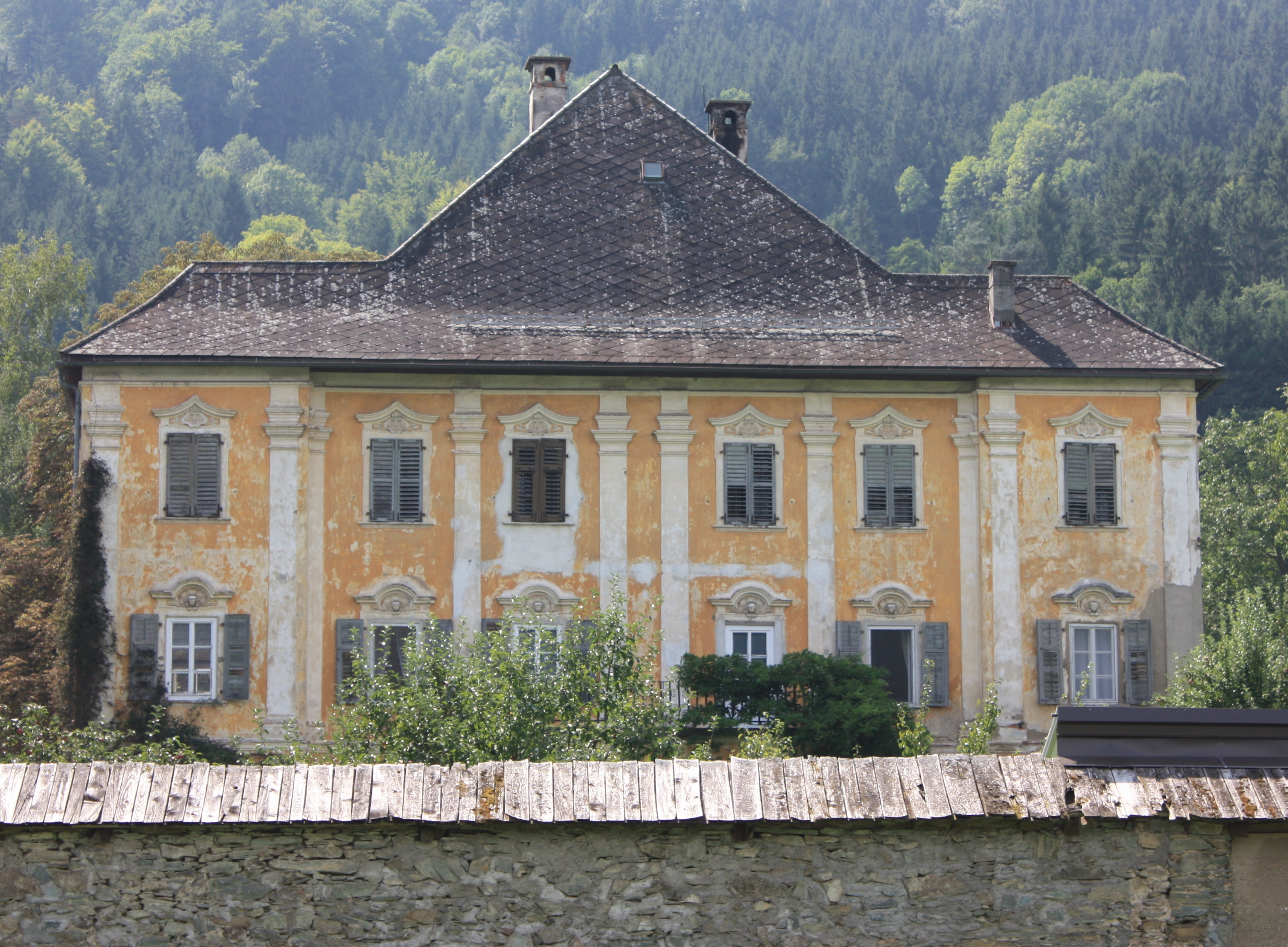
Il castello di Leifling come appariva nel 2010 prima dei lavori di restauro

La prima citazione della cittadina di Leifling appare in un documento del 1154, quando il suo nome era Liwuelich, ma è solo molto più tardi, probabilmente attorno al XV secolo, che una precedente costruzione venne trasformata in residenza fortificata da Konrad von Kreig. Il castello venne menzionato per la prima volta nel XVI secolo col nome di Edlmansitz Leuffling. All'epoca la tenuta del castello comprendeva anche una torre a Pudlach in seguito demolita. Nel 1571 Adam Gößl vendette la tenuta, che a quel tempo costituiva un feudo sovrano appartenente al dominio di Bleiburg, a Wolf Siegmund von Gaisruck. Secondo dati catastali risulta che gran parte delle fattorie del territorio Leifling a quel tempo erano abbandonate, probabilmente a causa dei continui combattimenti con i turchi e gli ungheresi. Intorno al 1601 il proprietario fu Georg Prüggler e poco dopo il castello passò a Christof Gall von Gallhofen. Sua figlia lo vendette al figlio avuto dal suo secondo matrimonio, Christof Maximilian Regall, che non visse mai nel castello ma lo affittò ad Andrä Prüggler. Nel 1704 risultò essere di proprietà di Josef Jöchlinger von Jochenstein e intorno alla metà del XVIII secolo lo acquistò il conte Stampfer von Walchenberg la cui famiglia si era arricchita con le miniere d'oro e di rame nella valle del Möll. Nel 1776 nuovo proprietario divenne il conte Franz Thurn-Valsassina e a partire dal secondo quarto del XIX secolo i proprietari cambiarono frequentemente. Il è stato infine acquistato dalla famiglia Glawischnig che lo utilizza come residenza e come centro di un'azienda agricola.

## Descrizione

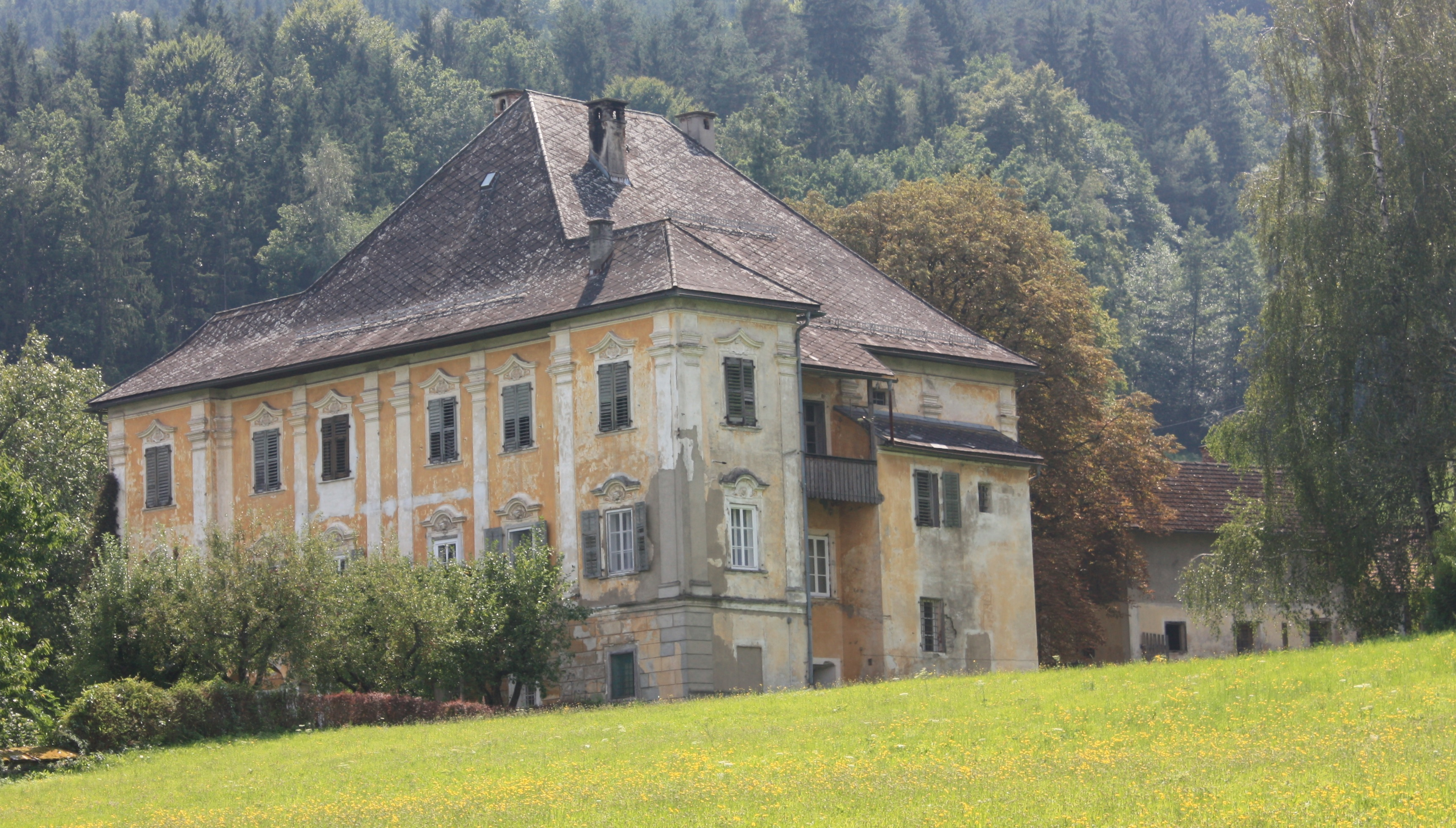
Castello di Leifling visto dalla sua tenuta

Il castello di Leifling, o castel Eberwein, si trova a Leifling, frazione del comune austriaco di Neuhaus nel Distretto di Völkermarkt, Land della Carinzia e non lontano dal confine di stato con la Slovenia. Si tratta di un edificio a tre piani con pianta rettangolare e tetto a padiglione alto. La parte meridionale dell'edificio è tardo medievale, risalente al XV secolo, e presenta mura spesse e interni con pesanti volte a crociera. L'ala settentrionale invece è più recente e fu probabilmente costruita all'inizio del XVIII secolo. Il castello ha belle facciate barocche, soprattutto sui lati nord ed est. Il piano terra è caratterizzato da blocchi in intonaco e i due piani superiori presentano grandi lesene. Le finestre hanno cornici curvilinee ed elaborate. La facciata di rappresentanza era quella a nord rivolta verso il parco. Davanti c'è un vialetto carrabile che fino a pochi anni fa aveva una copertura a veranda in legno poi chiusa da una terrazza. L'ingresso principale recente è sul lato est caratterizzato dal bel portale barocco. In alcune stanze del primo piano si sono conservate le decorazioni a stucco raffiguranti fogliami risalenti alla prima metà del XVIII secolo. Il soffitto di una stanza è decorato con gli stemmi delle famiglie Stampfer, Thurn e Mohrenschildt. Il castello è circondato da un parco al quale è annessa un'ampia riserva di caccia. L'edificio è proprietà privata della famiglia Glawischnig.

### Bene architettonico tutelato
Il castello di Leifling, o di Eberwein, è stato posto sotto tutela dei monumenti da parte della Repubblica austriaca col numero 81092.